# Bolxaia Kartel
Bolxaia Kartel (en rus: Большая Картель) és un poble del krai de Khabàrovsk, a Rússia, que el 2018 tenia 1.297 habitants. Pertany al districte rural de Komsomolsk na Amure.